# Patrick De Meyer
Patrick De Meyer  (Aalst, 10 november 1963) is een Belgisch muziekproducer die een belangrijke rol speelde in de vroege ontwikkeling van de Belgische dancescene. De Meyer was actief onder tal van pseudoniemen en betrokken bij tal van muziekprojecten waaronder Tragic Error, Soul Patrol, T99 en Technotronic. Hij werkte daarin samen met Lucien Foort, Serge Ramaekers, Phil Wilde en Olivier Abbeloos. Ook produceerde hij rond 1990 hits van andere artiesten. 

## Historiek
De Meyer groeide op als muziekliefhebber en leerde op jonge leeftijd piano spelen. Halverwege de jaren tachtig werkt De Meyer in de ICT. In zijn vrije tijd maakthij muziek. In 1985 richt hij de synthpop-groep Turbo 99 op met toetsenist Guy Meganck en zangeres Ann Van Canegem. Daarmee maakte bereikte hij de top 20 van de Belgische hitlijsten met de single Don't Steel My Joy (1986). Ook opvolger Tonight's The Night (1987) werd nog een hit. Daarna was het succes weer voorbij en in 1988 viel Turbo 99 uiteen. Daarna haakte De Meyer aan bij de New beat-scene en is betrokken bij een grote hoeveelheid projecten. Samen met Phil De Wilde maakt hij een doorstart als T99. Met Olivier Abbeloos vormde hij Jarvic 7. De meeste succes had hij met Tragic Error. Daarmee bereikte hij de Belgische hitlijsten opnieuw met Klatsche in die Hände en Tanzen. Met Jo Bogaert vormt hij Speed Emperors. Voor Bogaert werkt hij ook aan het project Technotronic. Hij maakte de synthesizerloop op het nummer Pump Up the Jam, dat uitgroeide tot een van de allergrootste hits van Belgische makelij. Aanvankelijk werd De Meyer niet bij de credits vermeld. Iets dat tot onenigheid leidde. Hij bleef echter voor Technotronic werken en werd bij latere hits wel vernoemd. Hij was ook betrokken bij de hits Standin' On A Boat (1990) van Lee Roy, Crazy (1990) van Daisy Dee, Put 'Em Up (1990) van de Confetti's en Jump On The Floor (1990) van Black Kiss feat. Cherita.   
In 1991 hoort hij zijn plaatsgenoot Olivier Abbeloos werken aan de plaat Anasthasia. Deze is eigenlijk bedoeld voor diens raveact Quadrophonia, maar partner Lucien Foort vindt het nummer te hard. Op voorstel van De Meyer brengen ze het uit als T99. Deze plaat groeit uit tot een grote hit. De hit Nocturne en het album Children Of Chaos volgen. Daarna stopt T99 geruisloos. Halverwege de jaren negentig werkte hij intensief samen met Wim Perdaen. Daarmee werden diverse techno-, trance- en hardcore-projecten geproduceerd. Na de jaren negentig verschenen er nog maar sporadisch nieuwe tracks. Hij gaat werken als buschauffeur. Zo nu en dan brengt hij in eigen beheer nummers uit. Zo maakt hij in 2015 het nummer Der Terrorist als Tragic (T)error. Naar eigen zeggen om de terreurdreiging van IS te relativeren.
Met de jaren krijgt De Meyer problemen met drank en drugs. In 2016 is hij te zien in een aflevering rond alcoholici van het programma Moerkerke en de Mannen van Cathérine Moerkerke op vtm. Hij weet onder invloed van een nieuwe vriendin, waarmee hij een dochter heeft, de drank daarna echter af te zweren. Hij begint ook weer met het produceren van nieuwe muziek. Dit brengt hij ten gehore op zijn Youtube-kanaal.

## Discografie
- Turbo 99 - Don't Steel My Joy (1986)
- Turbo 99 - Tonight's The Night (1987)
- Fatal Error - Fatal Error (1988)
- Tragic Error - Tanzen (1988)
- Tragic Error - Klatsche in die Hände (1989)
- Tragic Error - Klap in je Handen (1989)
- Jarvic 7 - Acid Opera (1989)
- Jarvic 7 - The Brainpen (1989)
- Jarvic 7 - The Fire Brigade (1989)
- T99 - Too Nice To Be Real (1989)
- Lee Roy - Standin' On A Boat (1990)
- Black Kiss ft. Cherita - Jump On the Floor (1990)
- Neon - Don't Mess With This Beat (1990)
- Black Kiss ft. Conchita - Fun Boy (1990)
- Confetti's - Put 'm Up (Your Hands) (1990)
- Soul Patrol - Hype It Up (1990)
- Soul Patrol - Cocaine (1991)
- Technotronic - Cold Chillin'  (1991)
- Soul Patrol ft Cold 45 Automatic - Cocaine (1991)
- T99 - Anasthasia (1991)
- T99 - Nocturne (1991)
- Technotronic - Release Yourself (1991)
- Technotronic ft. Reggie - Work (1991)
- O-Zone - Break,  Free (1993)
- Technotronic ft Ya Kid K - Move it to the Rhythm (1994)
- Technotronic - I Want You By My Side (1996)
- Love Boots - Phantasize (1997)
- Tragic Error - Herr Prezident (2005)
- Dirrrty Dirk - Anasthasia (2011)